# Erik Hurtado
Erik Hurtado est un joueur de soccer américain né le 15 novembre 1990 à Fredericksburg en Virginie. 

## Biographie
Erik Hurtado est repêché en cinquième position lors de la MLS SuperDraft 2013 par les Whitecaps de Vancouver.
À la suite de l'arrivée de Marc Dos Santos, il quitte les Whitecaps pour le Sporting de Kansas City en retour de deux choix de repêchage.
Libre depuis son départ du Crew de Columbus à l'issue de la saison 2022, il s'engage au San Antonio FC, en USL Championship, pour un contrat de vingt-cinq jours le 12 avril 2023. Cependant, après seulement deux matchs disputés avec la formation texane, il est transféré à D.C. United et retourne ainsi en Major League Soccer.

## Palmarès
Whitecaps de Vancouver
- Vainqueur du Championnat canadien en 2015.
- Finaliste du Championnat canadien en 2013, 2016 et 2018.

## Statistiques
| Saison                | Club                    | Championnat           | Championnat | Championnat | Coupe(s) nationale(s) | Coupe(s) nationale(s) | Compétition(s) continentale(s) | Compétition(s) continentale(s) | Compétition(s) continentale(s) | Séries | Séries | Total | Total |
| Saison                | Club                    | Division              | M.          | B.          | M.                    | B.                    | Comp.                          | M.                             | B.                             | M.     | B.     | M.    | B.    |
| 2013                  | Whitecaps de Vancouver  | MLS                   | 15          | 0           | 2                     | 0                     | -                              | -                              | -                              | -      | -      | 17    | 0     |
| 2014                  | Whitecaps de Vancouver  | MLS                   | 30          | 5           | 2                     | 1                     | -                              | -                              | -                              | 1      | 1      | 33    | 7     |
| 2015                  | Whitecaps de Vancouver  | MLS                   | 9           | 0           | 1                     | 0                     | LCC                            | 1                              | 0                              | 0      | 0      | 11    | 0     |
| 2016                  | Whitecaps de Vancouver  | MLS                   | 24          | 2           | 4                     | 0                     | LCC                            | 3                              | 2                              | -      | -      | 31    | 4     |
| 2017                  | Whitecaps de Vancouver  | MLS                   | 15          | 3           | 0                     | 0                     | LCC                            | 1                              | 0                              | 0      | 0      | 16    | 3     |
| 2018                  | Whitecaps de Vancouver  | MLS                   | 12          | 2           | 3                     | 1                     | -                              | -                              | -                              | -      | -      | 15    | 3     |
| Sous-total            | Sous-total              | Sous-total            | 105         | 12          | 12                    | 2                     | -                              | 5                              | 2                              | 1      | 1      | 123   | 17    |
| 2015                  | Mjøndalen IF (prêt)     | Tippeligaen           | 11          | 1           | 1                     | 0                     | -                              | -                              | -                              | -      | -      | 12    | 1     |
| 2019                  | Sporting de Kansas City | MLS                   | 13          | 2           | 0                     | 0                     | LCC                            | 3                              | 0                              | 0      | 0      | 16    | 2     |
| 2020                  | Sporting de Kansas City | MLS                   | 15          | 5           | -                     | -                     | -                              | -                              | -                              | 2      | 0      | 17    | 5     |
| Sous-total            | Sous-total              | Sous-total            | 28          | 7           | 0                     | 0                     | -                              | 3                              | 0                              | 2      | 0      | 33    | 7     |
| 2021                  | CF Montréal             | MLS                   | 7           | 0           | 0                     | 0                     | -                              | -                              | -                              | -      | -      | 7     | 0     |
| 2021                  | Crew de Columbus        | MLS                   | 9           | 0           | 0                     | 0                     | LCC+CC                         | 0                              | 0                              | -      | -      | 9     | 0     |
| 2022                  | Crew de Columbus        | MLS                   | 14          | 3           | 1                     | 0                     | -                              | -                              | -                              | -      | -      | 15    | 3     |
| Sous-total            | Sous-total              | Sous-total            | 23          | 3           | 1                     | 0                     | -                              | 0                              | 0                              | 0      | 0      | 24    | 3     |
| 2023                  | San Antonio FC          | USLC                  | 2           | 0           | 0                     | 0                     | -                              | -                              | -                              | -      | -      | 2     | 0     |
| 2023                  | D.C. United             | MLS                   | 0           | 0           | 0                     | 0                     | LCup                           | 0                              | 0                              | -      | -      | 0     | 0     |
| Total sur la carrière | Total sur la carrière   | Total sur la carrière | 176         | 23          | 14                    | 2                     | -                              | 8                              | 2                              | 3      | 1      | 201   | 28    |